# Kampfgeschwader 252
Kampfgeschwader 252 (dobesedno slovensko: Bojni polk 252; kratica KG 252) je bil bombniški letalski polk (Geschwader) v sestavi nemške Luftwaffe.

## Organizacija
- štab
- I. skupina
- II. skupina

## Vodstvo polka
Poveljniki polka (Geschwaderkommodore)
- Polkovnik Johannes Fink: 1. november 1938